# Peder Aadnes
Peder Aadnes, né en 1739 et mort en 1792, est un peintre norvégien.

## Biographie
Peder Aadnes naît le 10 août 1739.
Son père est agriculteur. Cependant le jeune Peder Aadnes fait preuve d’un goût marqué pour la plastique. Il témoigne d’une habileté si extraordinaire dans des décorations de meubles qu’on décide qu’il est nécessaire de cultiver de si heureuses dispositions. Peder Aadnes, au mois de janvier 1770, est envoyé à Christiania, chez Christian Tonning, peintre de portraits, jouissant de la réputation d’un artiste de talent. L’élève acquiert près de lui les connaissances techniques fondamentales. En 1770 il part pour l’étranger, visitant Copenhague, Londres, Leipzig et Dresde. Durant ce voyage, qui dure trois années, il obtient un succès médiocre. Il revient au logis paternel pas plus riche qu’il ne l’avait quitté. Il se marie et reprend la culture de son père, mais sans abandonner ses pinceaux. L’agriculteur a cette supériorité de ne voir dans le travail manuel qu’un
moyen d’assurer son existence : il demeure peintre. Il profite de ses loisirs pour visiter les fermiers ses voisins, peignant au cours de ses excursions les sites pittoresques, les fjords. Ce curieux artiste, qui a droit à une place exceptionnelle parmi les peintres norvégiens du XVIIIe siècle, n'échappe pas à l’influence dominante du style rococo, et on retrouve celui-ci dans certains paysages ornés de figures et dans des tableaux allégoriques qu’il produit. Il y ajoute ses facultés de puissant coloriste et la fraîcheur de sa palette. Comme portraitiste, il affirme son talent dès 1770 avec le portrait du magistrat Hammer (gravé par J. Haas en 1771) et celui du théologien du même nom, gravé par Sechusen) ; en 1791, il peint aussi celui du professeur Hans Stran, gravé par le même artiste. On trouve des tableaux de Peder Aadnes dans plusieurs collections norvégiennes. 
Il meurt le 20 juin 1792.